# Ловчий великий литовський
Ловчий великий литовський (пол. Łowczy wielki litewski, лат. venator Lithuaniae) — урядник у Великому князівстві Литовському Речі Посполитої. Стежив за лісами, в яких полював великий князь, розпоряджався полюванням.

## Історія
Уряд існував з XV століття. У різних джерелах є згадки про уряди ловчого господарського, ловчого надвірного та ловчого земського. Зокрема, уряд ловчого господарського вперше в рукописних джерелах фіксується 1437 року при дворі князя Свидригайла. З кінця XVI століття відомий як ловчий князівський, пізніше — ловчий великий литовський. Його відповідником у Короні був уряд ловчого великого коронного.

## Обов'язки
Правову компетенцію цього уряду у Великому князівстві Литовському було визначено за часів Сигізмунда II Августа. Тоді в ході ревізії пущ, яка проводилася в рамках волочної поміри, до обов'язків ловчого було віднесено догляд за лісовим господарством, створення мисливської служби (сокольників, ястребних та ін.), керівництво проведенням полювань монарха. Дещо пізніше уряд ловчого було переведено до категорії урядів гонорових. Важливість титулу ловчого підкріплювалася його добрим матеріальним забезпеченням.
З кінця XVII століття — почесний титул державного урядника без певних обов'язків. Таке саме становище займали й ловчі земські в повітах. З того часу мав заступника — ловчого надвірного (дворного, дворського, підловчого), який виконував його функції.

## Список ловчих великих литовських
- Мишко Вештарович (1466)
- Ян Мишкович (1487)
- Лев Векневич (1496)
- Мартин Хрептович (1504—1509)
- Миколай Юрійович Пац (1509—1544)

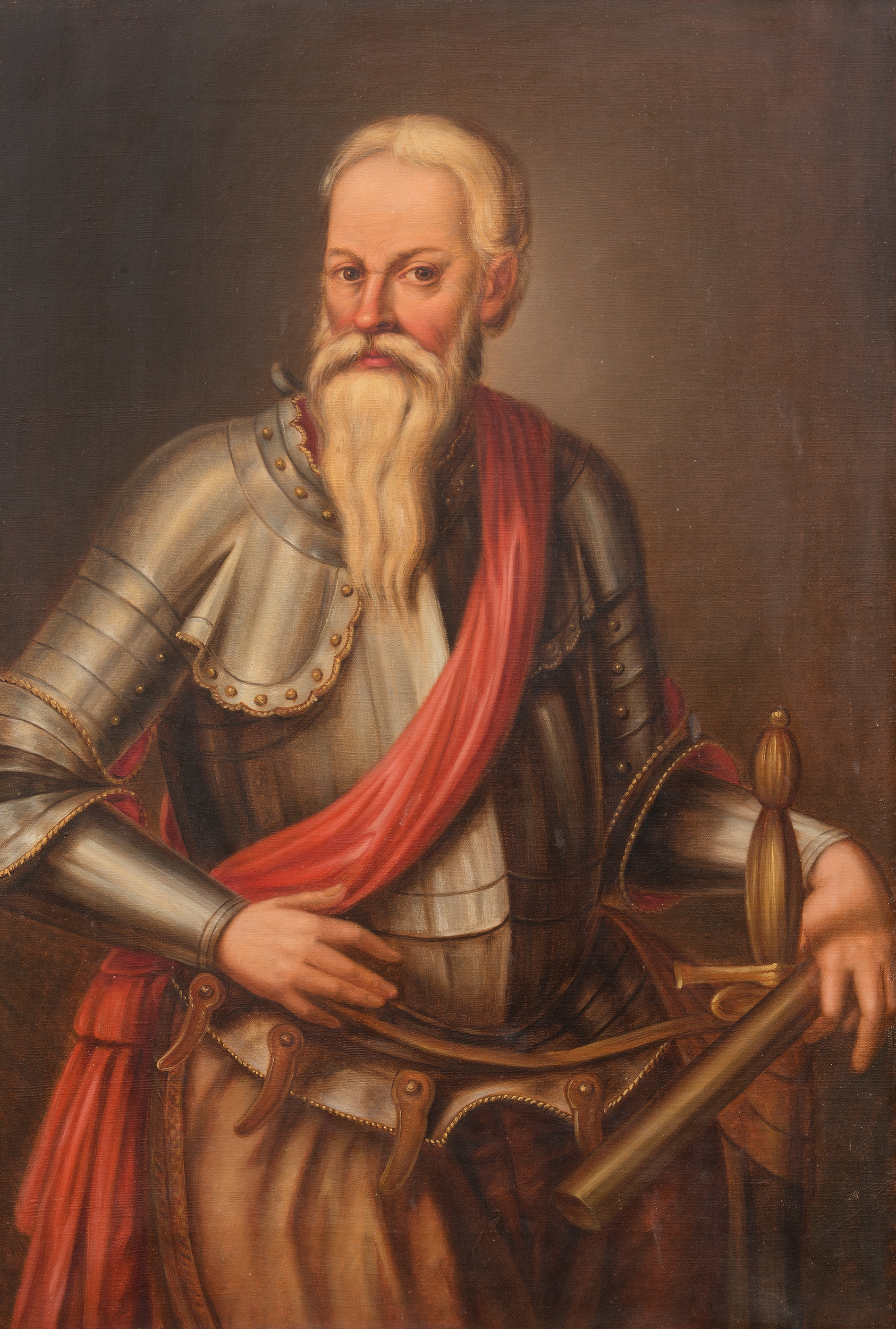
Миколай Радзивілл Рудий

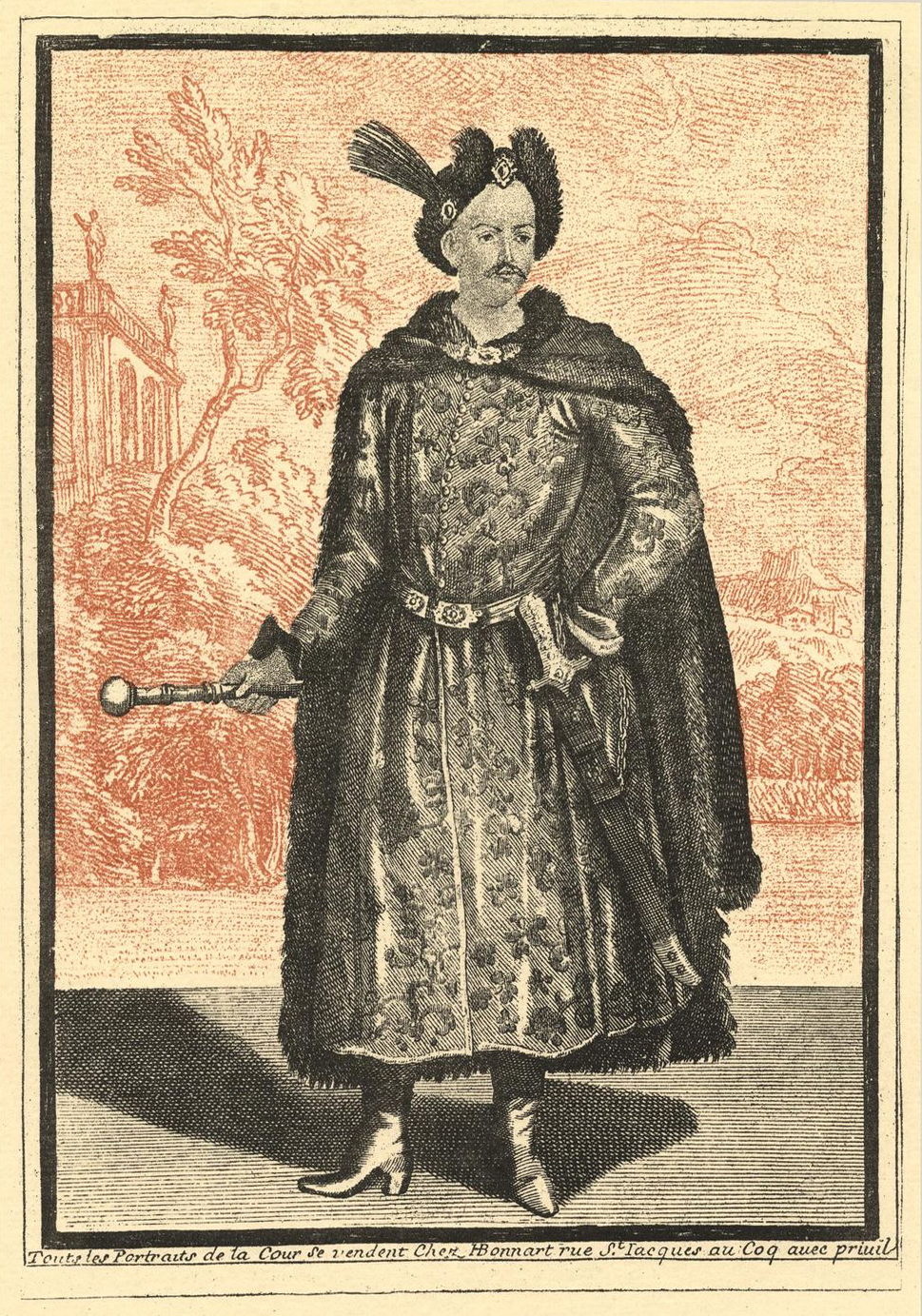
Юзеф Богуслав Слушка

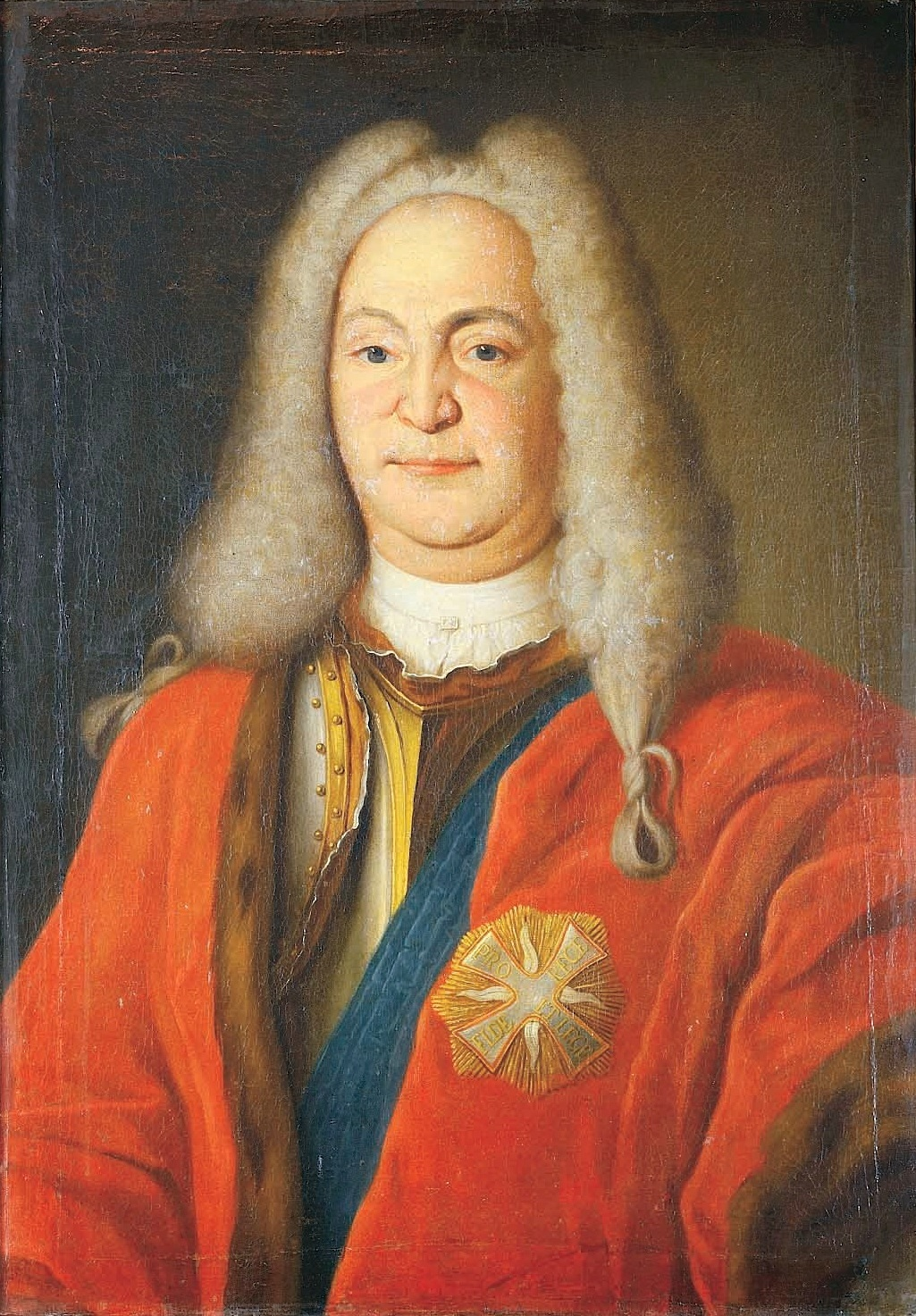
Ян Михайло Сологуб

- Миколай Радзивілл (Рудий) (1546—1554)
- Григір Богданович Волович (1567—1574)
- Миколай VII Радзивілл (1574—1580)
- Миколай Нарушевич (1582—1588)
- Григір Юзефович Волович (1591)
- Ян Нарушевич (1592—1613)
- Криштоф Нарушевич (1613—1624)
- Ян Кароль Нарушевич (1624—1629)
- Кшиштоф Кезгайло Завіша (1629—1637)
- Петро Кароль Ісайковський (1637—1640)
- Миколай Ісайковський (1640—1649)
- Ян Теодор Майдел (1649—1667)
- Андрей Тизенгавз (1667—1673)
- Юзеф Богуслав Слушка (1673—1675)
- Ернест Денгофф (1676—1683)
- Ян Казимир Кердей (1683—1684)
- Францишек Михайло Денгофф (1692—1696)
- Станіслав-Ернест Денгофф (1697—1704)
- Станіслав Владислав Потоцький (1704—1710)
- Григір Юзеф Котович (1710—1724)
- Ян Михайло Сологуб (1724—1731)
- Фабіан Казимир Шанявський (1732—1734)
- Фердинанд Фабіян Плятер (1735—1739)
- Михайло Антоній Сапіга (1739—1746)
- Ігнацій Вовк-Ланевський (1746—1761)
- Антоній Забелло (1761—1775)
- Юзеф Забелло (1775—1793)
- Юзеф Домінік Коссаковський (1794—1795)